# 馬克·坎納
馬克·大衛·坎納（英語：Mark David Canha，/ˈkænə/，1989年2月15日—），為美國職棒大聯盟的一壘手和外野手，目前效力於堪薩斯市皇家。他先前曾效力於運動家、大都會、釀酒人、老虎與巨人等隊。

## 職業生涯

### 邁阿密馬林魚
2010年美國職棒大聯盟選秀，坎納在第七輪被馬林魚選走。2014年，坎納在馬林魚已經升到3A。

### 奧克蘭運動家
2014年規則五選秀，洛磯從馬林魚挑走坎納，並將他交易到運動家換取Austin House。2015年春訓，坎納成為球隊的全壘打王，但三振數也是全隊第一。隨著球隊兩隊重砲手賈許·唐納森和布蘭登·莫斯都在2014年球季末轉隊，坎納也入選球隊開幕戰先發名單內。他在大聯盟初登板便敲出3支安打與4分打點，整季他敲出16轟與70分打點，為美聯新人打點王。
2016年，坎納僅出賽16場便因手術整季報銷。2017年，他僅僅出賽6場比賽便被下放3A。11月8日，他因為右手腕出現囊腫而進行手術。2018年，坎納的打擊率為2成49，並敲出17轟與52分打點。隔年他的打擊率2成73、26轟、80次得分和67次保送都是個人新高。2020年，他的打擊率為2成46，並敲出5轟與33分打點。2021年5月2日，他在比賽中挨了生涯第60顆觸身球，為運動家隊史單一球員之最。

### 紐約大都會
2021年11月26日，大都會和坎納簽下2年2,650萬美元的合約，第三年有球隊選擇權。

## 個人生活
坎納的妻子是一名來自聖荷西的建築師，他們在球季中住在舊金山，休賽季住在亞利桑那。而坎納本人擁有一些葡萄牙血統。

## 外部連結
- 球員資訊和成績在MLB ，ESPN ，Retrosheet ，Baseball Reference ，Baseball Reference (Minors) ，Fangraphs ，The Baseball Cube （英文）
- 馬克·坎納的X（前Twitter）